# Cerkiew Narodzenia Najświętszej Maryi Panny w Oparówce
Cerkiew Narodzenia Najświętszej Maryi Panny w Oparówce – zabytkowa dawna cerkiew greckokatolicka w Oparówce, założona w pierwszej połowie XVI wieku i wymurowana w stylu neoromańskim w latach 1909–1911. Od 1947 użytkowana przez Kościół łaciński, od 1962 stanowi kościół filialny parafii w Wysokiej Strzyżowskiej.
Świątynię wraz z dzwonnicą, starodrzewem i cmentarzem wpisano w 2004 do rejestru zabytków. Jest klasycznym przykładem cerkwi w stylu ukraińskiego historyzmu (tak zwanego ukraińskiego stylu narodowego).

## Historia obiektu
Parafia prawosławna istniała w Oparówce od pierwszej połowy XVI wieku – zgodnie z tradycją odnotowaną w 1743 została wystawiona dzięki opiece zakonu cysterskiego, a opactwo w Koprzywnicy posiadało Oparówkę od 1522. W 1936 w archiwum cerkwi św. Paraskewy w Rzepniku miał znajdować się akt nadania cerkwi w Oparówce przez cystersów z Koprzywnicy jej budowniczemu, popowi Hnatowi, z datą 1513. Data ta budzi wątpliwość, ponieważ wieś należała wówczas do Trzecieskich. Pierwsza pewna wzmianka o cerkwi w Oparówce pochodzi z 1559, gdy właścicielem wsi zostało opactwo benedyktynów w Tyńcu i cerkiew została ponownie uposażona. Parafia grekokatolicka powstała poprzez przystąpienie do unii brzeskiej przypuszczalnie jeszcze przed 1691, kiedy unię przyjęła cała eparchia przemyska. W 1700 obok pierwotnej cerkwi powstała nowa, również drewniana. Z 1743 pochodzi pierwszy opis cerkwi sporządzony w ramach wizytacji kościelnej dekanatu dukielskiego, który potwierdza, że nosiła wezwanie Narodzenia Najświętszej Marii Panny. W 1775 pożar zniszczył księgi parafialne. W 1799 podczas regulacji eparchii przemyskiej cerkiew utraciła status parafii. W latach 1880–1885 podupadająca świątynia została odbudowana z inicjatywy dziekana krośnieńskiego ks. Teodora Mereny przy zachowaniu wcześniejszego prezbiterium.
Przed 1906 parafia została przywrócona. Obecna murowana cerkiew powstała w stylu neoromańskim według projektu Wasyla Nahirnego i przy wsparciu finansowym diaspory rusińskiej ze Stanów Zjednoczonych w latach 1909–1911. 7 lutego 1912 cerkiew konsekrował ks. Merena. W 1912 rozebrana została drewniana cerkiew, wykonana techniką zrębową z dachem kalenicowym, wraz z gotyckim portalem drewnianym z 1700 o nadprożu w formie spłaszczonego oślego grzbietu. Prace przy nowej świątyni trwały do 1914, kiedy wzniesiono również niezachowaną do dzisiaj wolnostojącą dzwonnicę drewnianą. W okresie międzywojennym parafia należała do Apostolskiej Administracji Łemkowszczyzny. W 1922 Andrzej Łaboraj ze Lwowa wykonał ikonostas z bogatą dekoracją rzeźbiarską. W 1932 polichromię figuralno-ornamentalną wykonał Pawło Zaporiżśkyj. 
Po wysiedleniach miejscowej ludności w latach 1945–1946 oraz w ramach akcji „Wisła” w 1947 cerkiew została przejęta przez katolików rzymskich. W 1947 świątynię zaadaptowano na potrzeby obrządku rzymskokatolickiego, zachowując całość pierwotnego wyposażenia i utworzono ekspozyturę parafii w Dobrzechowie, włączoną w 1962 po śmierci ks. Stanisława Cembrucha, przybyłego z grupą wysiedleńców ze wschodu, jako filia do parafii w Wysokiej Strzyżowskiej. W 1949 obok cerkwi wzniesiono niewielką drewnianą dzwonnicę. W latach 2005–2012 wykonano kompleksową konserwację obiektu. 

## Galeria

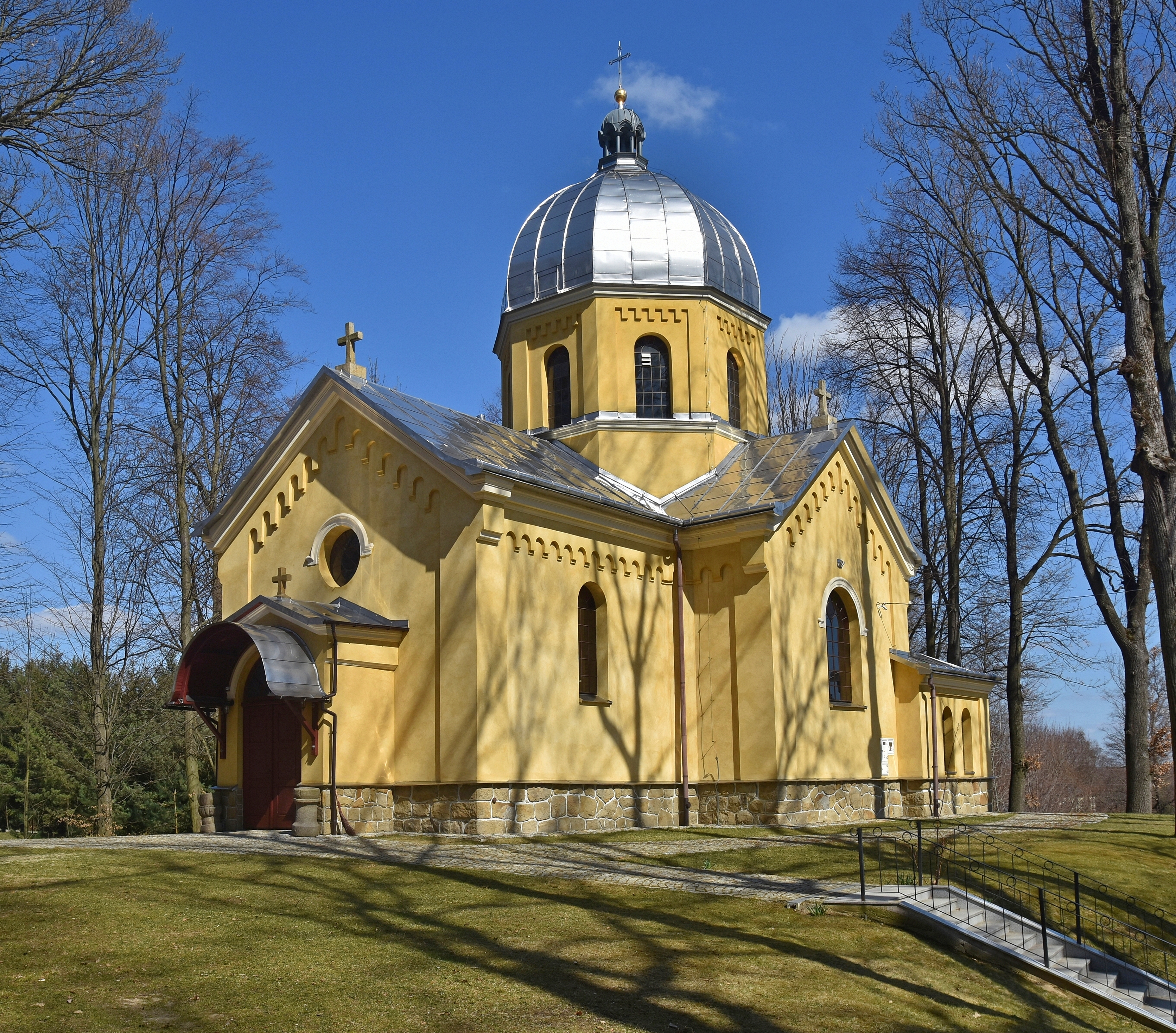
Elewacja frontowa
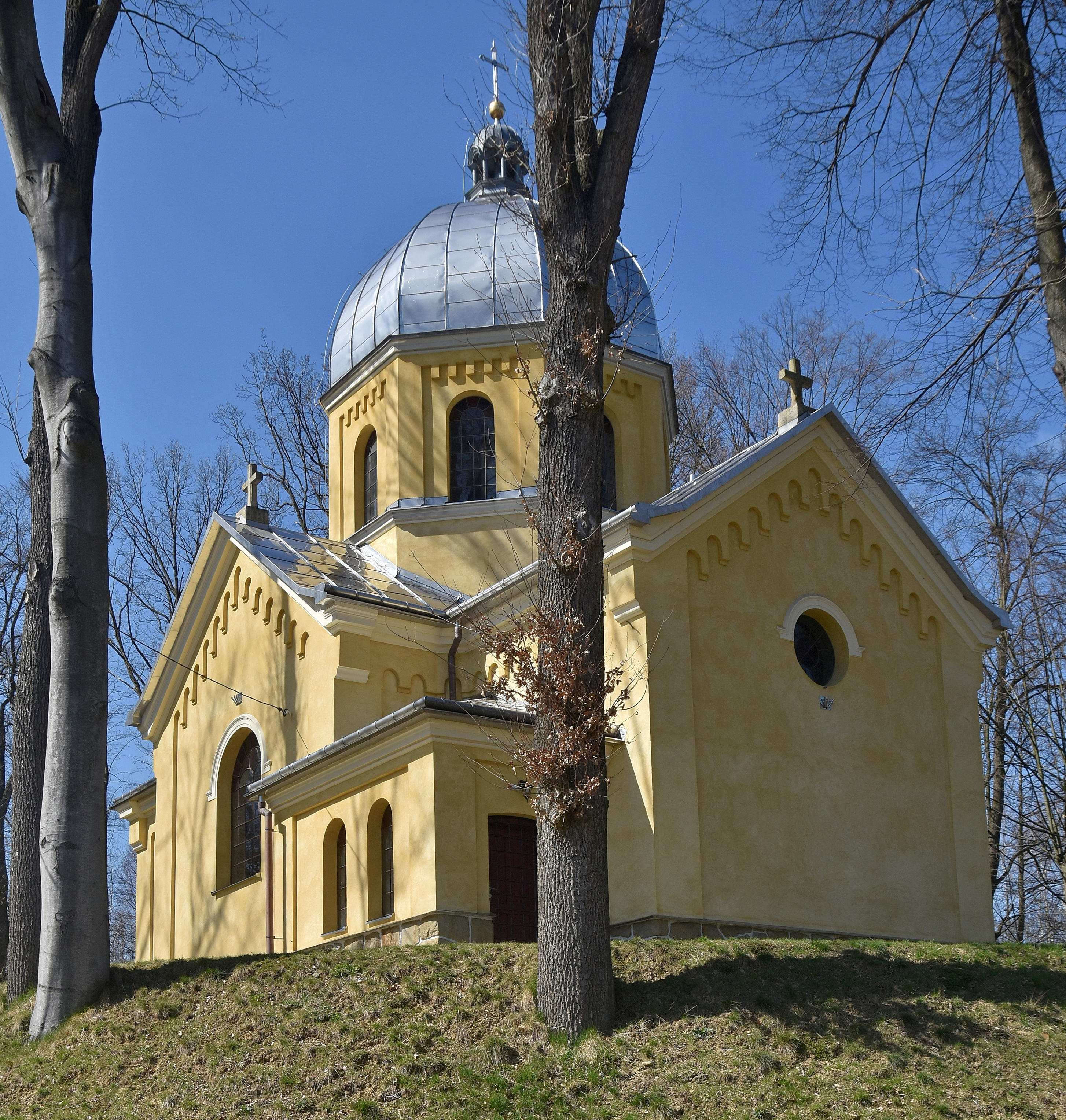
Widok od strony prezbiterium
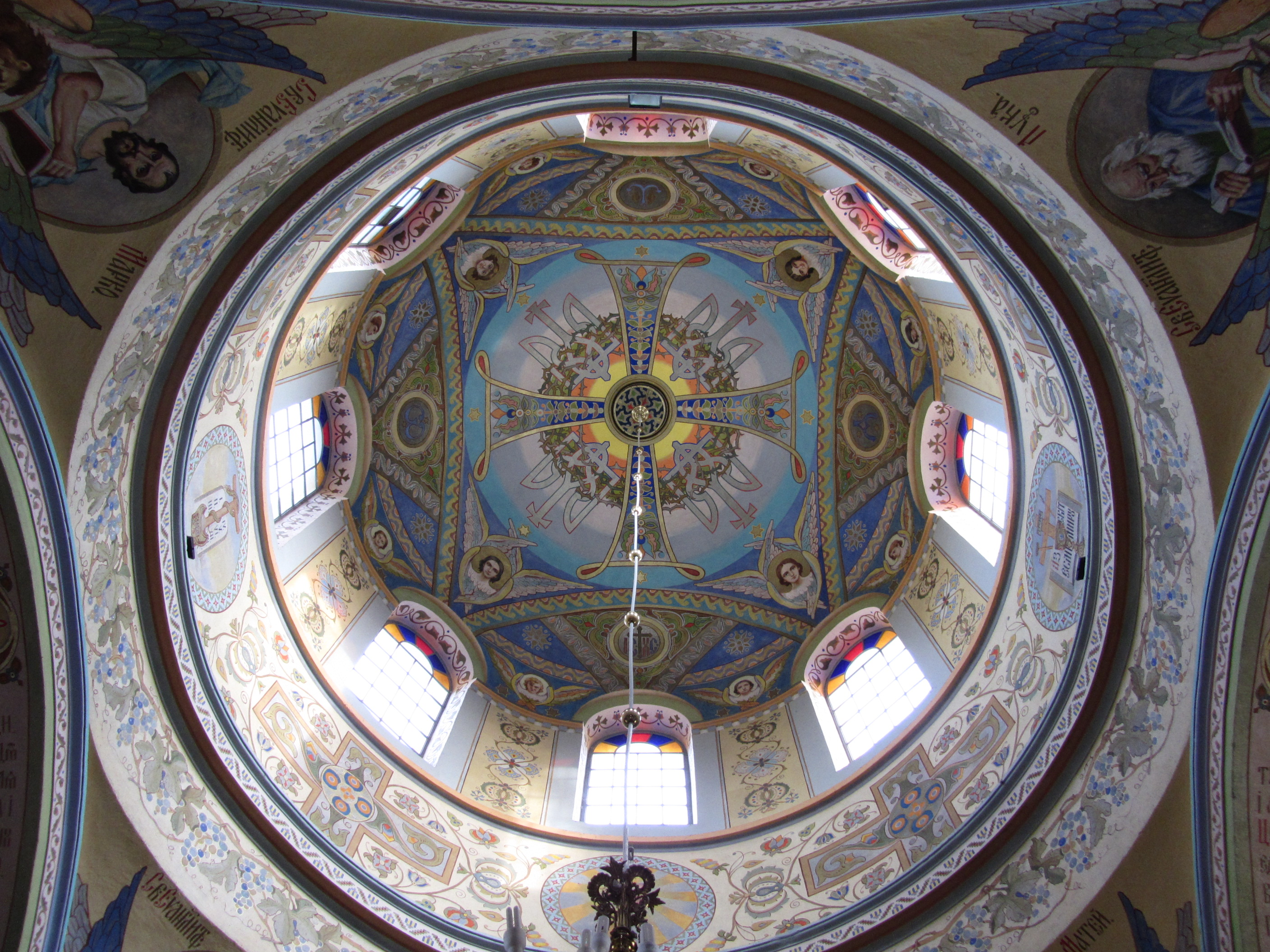
Wnętrze
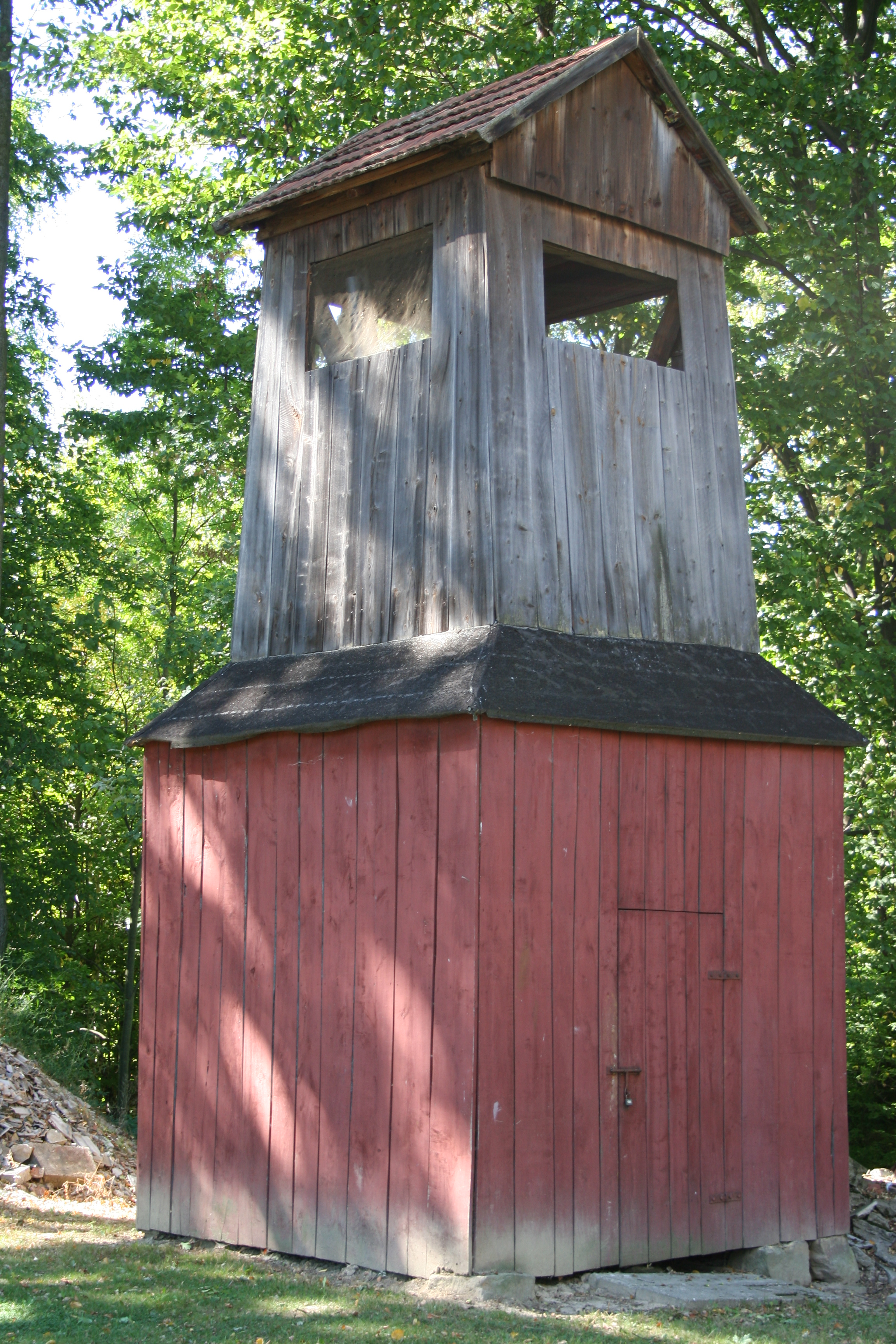
Dzwonnica przed remontem
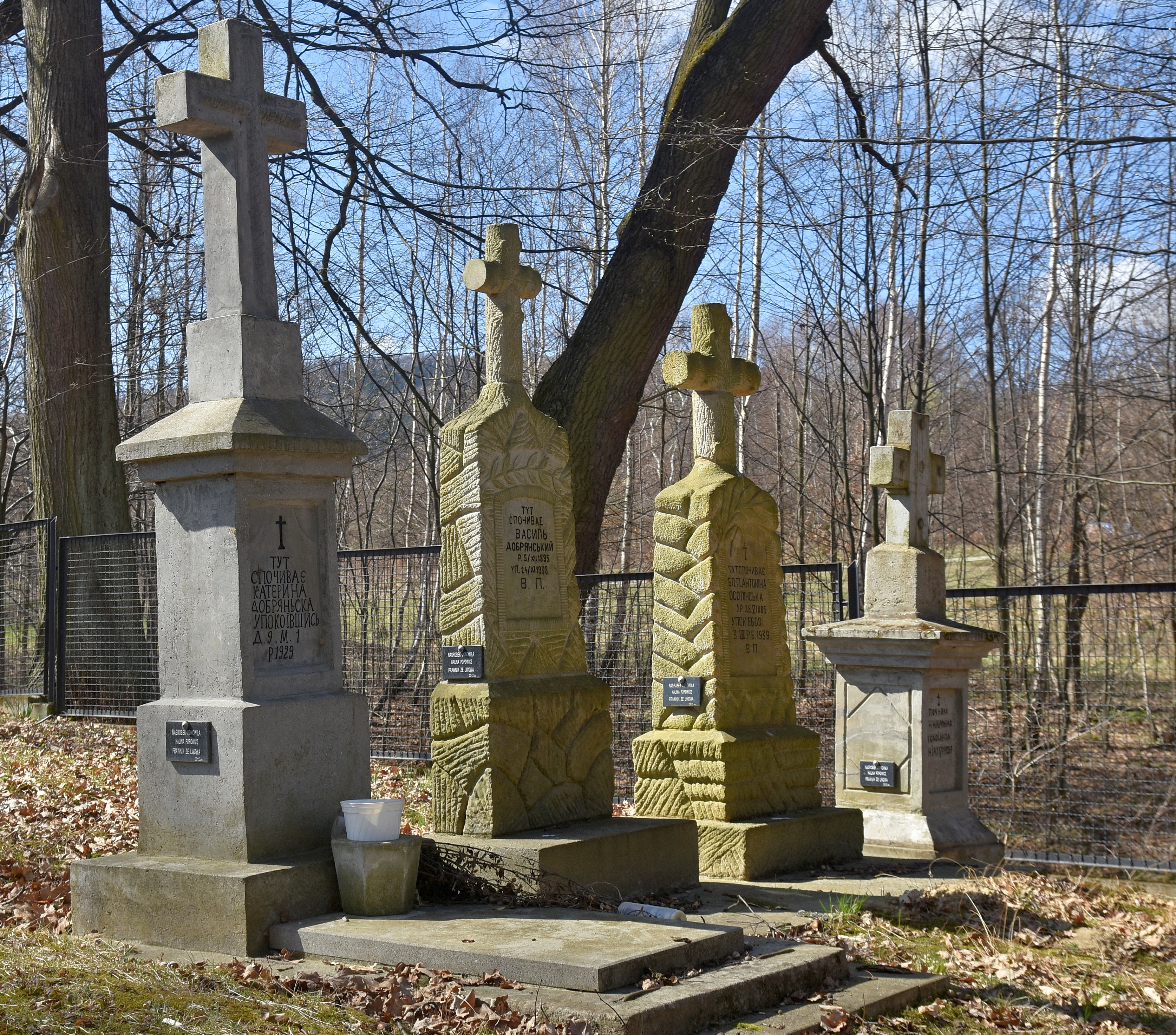
Na cmentarzu